# (19663) Rykerwatts
(19663) Rykerwatts (1999 RU133) – planetoida z pasa głównego asteroid okrążająca Słońce w ciągu 4,51 lat w średniej odległości 2,73 j.a. Odkryta 9 września 1999 roku.